# Bart Bast
Bart Bast (ur. 4 czerwca 1967) – amerykański żużlowiec.

## Życiorys

### Kariera sportowa
Wielokrotny medalista indywidualnych mistrzostw Stanów Zjednoczonych, m.in. dwukrotnie pod partonatem federacji SRA (złoty – 1998, brązowy – 1999) oraz pięciokrotnie pod patronatem federacji AMA (srebrny – 1998, 2008, brązowy – 2007, 2009, 2010). Kilkukrotny uczestnik finałów amerykańskich eliminacji indywidualnych mistrzostw świata.

### Życie prywatne
Kuzyn Steve’a Basta i Mike’a Basta, również żużlowców.

## Przynależność klubowa
Wielka Brytania
- Swindon Robins (1989)

## Osiągnięcia
Indywidualne mistrzostwa Stanów Zjednoczonych
- Federacja AMA
  - 1998 – 2. miejsce
  - 2007 – 3. miejsce
  - 2008 – 2. miejsce
  - 2009 – 3. miejsce
  - 2010 – 3. miejsce
- Federacja SRA
  - 1998 – 1. miejsce
  - 1999 – 3. miejsce